# آنلی نیلسون
آنلی نیلسون (انگلیسی: Annelie Nilsson؛ زادهٔ ۱۴ ژوئن ۱۹۷۱) بازیکن فوتبال اهل سوئد است.
وی همچنین در تیم ملی فوتبال زنان سوئد بازی کرده‌است.